# Thomas George Baker
Thomas George Baker (Rhondda Cynon Taf, Gales; 6 de abril de 1936 – 23 de abril de 2024) fue un futbolista galés que jugó en las posiciones de extremo y delantero centro.

## Carrera

### Club
| Periodo   | Club               |
| --------- | ------------------ |
| 1954-1960 | Plymouth Argyle FC |
| 1960-1962 | Shrewsbury Town FC |
| 1964-1967 | Barry Town FC      |

### Selección nacional
Jugó para Gales U21 en dos ocasiones, una ante Inglaterra en 1958 y la otra ante Escocia en 1959. También estuvo en la lista de convocados para la Copa Mundial de Fútbol de 1958 en Suecia, pero fue uno de los jugadores que no hicieron el viaje con la selección junto a Graham Vearncombe, John Elsworthy y Len Allchurch.

## Logros
- Tercera División de Inglaterra (1): 1958/59